# 2004年ロシア航空機爆破事件
2004年ロシア航空機爆破事件（2004年ロシアこうくうきばくはじけん）は、2004年8月24日の23時前後にロシアの国内線を飛行する航空機2機が相次いでテロリストによって爆破された事件。
爆破された航空機は2機とも首都モスクワのドモジェドヴォ空港を出発したものであり、合計で89人の死者を出した。
なおこの事件はいずれもモスクワ時間圏内で発生しており、この記事における時刻の表記はモスクワ夏時間（協定世界時+4）に従うものである。

## 事件の経緯

### エア・ボルガ1303便
エア・ボルガ（事件発生当時はボルガ・アヴィアエクスプレス）1303便モスクワ発ヴォルゴグラード行ツポレフTu-134型機は、モスクワのドモジェドヴォ空港を22時30分に離陸した後、22時56分にモスクワの南東180kmにあるトゥーラ州上空で消息を絶った。その数時間後に地上にて航空機の残骸が発見されたが、地上にいた目撃者は航空機が墜落する直前に激しい爆発を起こしていたのを視認していた。これにより1303便に搭乗していた乗客34人、乗員9人の合計43人全員が死亡した。

### S7航空1047便
エア・ボルガ機が墜落した数分後、S7航空1047便モスクワ発ソチ行ツポレフTu-154型機が21時35分にモスクワのドモジェドヴォ空港を離陸後、レーダーから姿を消し墜落した。インテルファクス通信によると匿名の政府筋の話として、1047便は22時59分にロストフ州上空でハイジャックの危険性があると報じられていたという。
航空機はレーダーから消失後すぐに墜落したとみられ、乗客38人、乗員8人の合計46人全員が死亡した。航空機の残骸は翌25日の朝にロストフ州のカメンスク＝シャフチンスキーで発見されている。

## 首謀者
この2件の航空機墜落はほぼ同時に起こっており、即座にテロの可能性が疑われ、当時の大統領であるウラジーミル・プーチンはロシア連邦保安庁に事故の調査を命じた。8月28日、連邦保安庁は墜落した両機体からトリメチレントリニトロアミン (RDX) による爆発の痕跡を突き止め、8月30日にはロシアのイタルタス通信が、連邦保安庁が「疑いの余地は無く」テロリストによる攻撃と断定したことを報じた。
これについて、ロシアではあまり知られていなかった「Islambouli Brigades」という組織が犯行声明を発表したが、この声明の内容が真実であるかどうかは未だに明らかになっていない。この組織は両機に併せて5人のテロリストを搭乗させていたとしているが、専門家は5人ものテロリストを航空機に搭乗させる事が出来る可能性については否定的である。
その後の調査で、爆薬を起爆させたのはグロズヌイに住むチェチェン人の女二人であることが明らかになった。このうちボルガ・アヴィアエクスプレスを爆破した犯人の兄弟はロシア当局による拘束を恐れて事件発生から3年も前に姿を晦ませている。
さらに、チェチェン独立派の強硬派指導者であるシャミル・バサエフが9月17日にウェブサイトにて別の犯行声明を発表した。彼はIslambouli Brigadesによって出された声明を否定するとともに、爆薬に掛かった費用が4000米ドルであったことなどを明かしている。
ロシアでは2004年2月にモスクワ地下鉄で41人が死亡する爆破事件が発生していたほか、直後の8月31日には再びモスクワ地下鉄の駅で爆発が起こり10人が死亡、そして9月1日には北オセチア共和国で多くの子供を含む386人が死亡したベスラン学校占拠事件が発生するなどテロ事件が相次いでいた。なおベスラン学校占拠事件を首謀したのはシャミル・バサエフである。

## 裁判
事件当日、犯人の女二人は、同じくチェチェン人の男二人とともにマハチカラからモスクワに航空機で到着した。その際身分証明や爆発物の検査などのために立ち会った警察官Mikhail Artamonovはこの4人を正当な検査を行わずにセキュリティを通過させたとして、職務違反で検察に起訴された。検察はArtamonov被告に対して禁固6年を求刑、それに対して裁判所は禁固7年の有罪判決を言い渡したが、最終的には再び6年に減刑された。
また、Armen Aratyunyanは約140ユーロの金銭と引き換えに犯人の女2人に有効な身分証明書の確認を行わずに航空券を販売したことと航空券をチェックする係員に協力を働きかけたことで、その航空券をチェックする係員であったNikolai Korenkovは25ユーロの金銭と引き換えに有効な身分証が無いにもかかわらず航空機に犯人らを搭乗させたことで起訴された。二人は賄賂を渡した罪と受け取った罪でそれぞれ有罪判決を下され、結果の重大性から、居留地への1年半の派遣を宣告された。
犠牲者の遺族21人はこの事件について航空機への搭乗にあたり乗客をチェックする業務についていた警備会社ZAO East-Line Aviation Securityに対して犠牲者一人当たり300万ルーブル（約850万円）の賠償を求める民事訴訟を起こし、裁判は2007年2月22日にヴォルゴグラードではじまった。当初警備会社は自分たちに賠償の責任はなく、責任を持つのは爆破テロ事件を計画した者だという主張を行い、裁判所が検察に対して調査報告書の提出を求めたが、ここですでにこの事件に関する捜査が停止されていることがわかった。これは、航空機を爆発させた実行犯が二人とも死亡しているほか、事件の首謀者が特定できず、また犯行声明を出したシャミル・バサエフもロシア連邦軍の作戦により死亡しており、「容疑者がいない事件」となっていたからであり、未だにこの裁判は解決されていない。一方他の犠牲者の遺族はロシア内務省とS7航空、保険会社2社を相手取った損害賠償訴訟を起こした。2007年10月21日、裁判所はS7航空の責任を認め、遺族に対して遺族側の要求の約1%にあたる25万ルーブル（約70万円）の支払いを命じた。これに対しS7航空は2008年5月に控訴したが認められず、再び2009年4月に控訴を行ったところ、これが認められ、賠償判決は破棄された。これを不服とした遺族側はさらに異議を唱えたが棄却されたため、さらに上級裁判所への上告を検討している。